# Python 2
Python 2 je akční americký horor režiséra Lee McConnella jako pokračování film Python.

## Děj
Nad Uralem je čečenskými rebely sestřeleno letadlo, které má na palubě biologickou zbraň v kontejneru. K troskám letadla přijedou ruští vojáci, Čečence postřílí a zbraň odvezou na blízkou základnu. Plukovník Zubov přikazuje kontejner otevřít, což je však osudová chyba. Z kontejneru totiž vyleze obrovitý had, který začíná požírat členy základny.
Do akce odchytnout hada je vyslán agent CIA Greg Larson, který kdysi podobného hada zabil. Sestaví elitní jednotku, jejímž velitelem je Matthew Coe. K odvozu hada si Larson najme vůz vyhoštěného Američana a baseballového hráče Dwighta Stoddarta a jeho ruské manželky Nadii. Těm však neřekne podrobnosti o akci.
Když tým dorazí k základně, nachází jí zcela opuštěnou. Náhle začne had požírat členy komanda. Larson zrovna dostává nový úkol: má z hada získat vzorek DNA a hada zlikvidovat. Ve vnitřku základny se zjišťuje, že na základně je i druhý had. Přeživší z komanda mají jedinou možnost: dostat se ven ze základny, vzít z auta výbušninu C-4 a dostat se živí zpět. Jediný, kdo to může dokázat, je Nadia.
Celou situaci však komplikuje fakt, že Nadia je dočasně oslepena kyselinou, kterou na ni had plivl. Navíc, přeživší se dočkají zprávy, že vedoucí rusko-americké mise vyhodí pro jistotu celou základnu i s Larsonem a jeho týmem do povětří.
Na konci filmu dochází k tomu, že Stoddart využije své baseballové nadání a hodí jednomu hadovi do žaludku C-4. Poté začíná s Nadiou za bombardování okamžitě utíkat a jako jediní celou akci přežijí.

## Obsazení
| Billy Zabka       | Greg Larson         |
| Dana Ashbrook     | Dwight Stoddart     |
| Alex Jolig        | Matthew Coe         |
| Simmone Mackinnon | Nadia               |
| Vladimir Kolev    | Crawley             |
| Anthony Nichols   | Kerupkot            |
| Mike Mitchell     | Hewitt              |
| Ken Evans         | Boyer               |
| Raicho Vasilev    | Dirc                |
| Vince Diamond     | McEwen              |
| Ivaylo Geraskov   | plukovník Zubov     |
| Velizar Binev     | Aziz                |
| Marcus Aurelius   | plukovník Jefferson |
| Hristo Shopov     | doktor              |